# Secutor

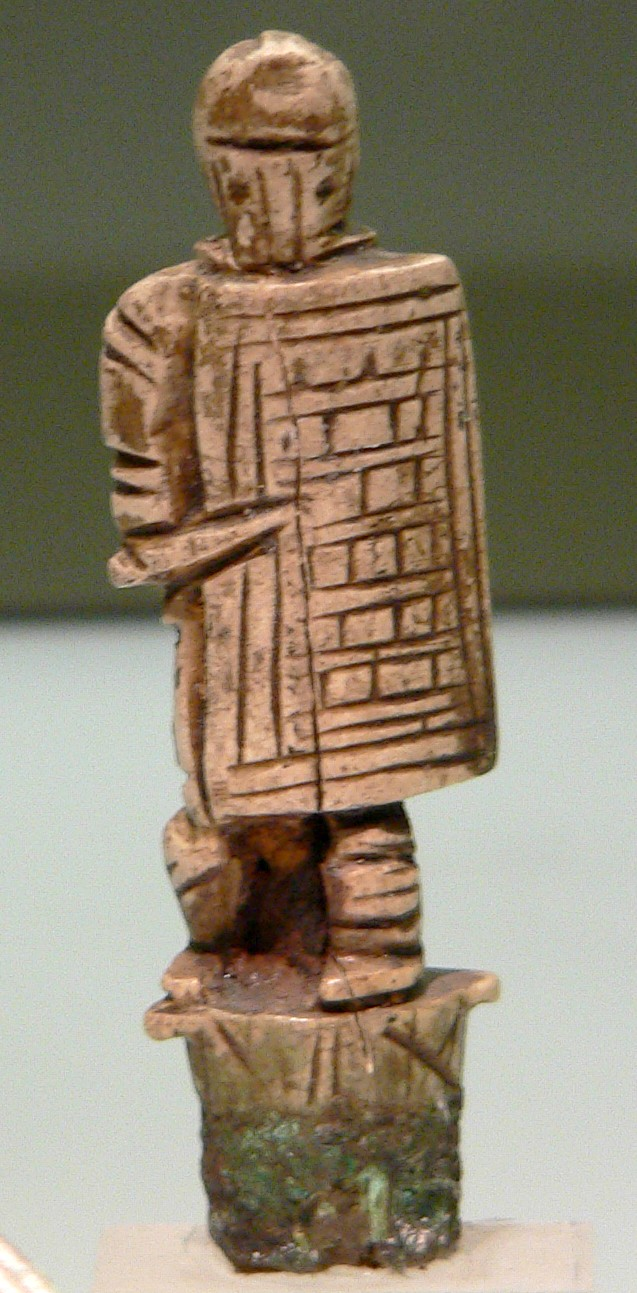
Secutor équipé d'un bouclier scutum.

Le secutor (en latin sěcūtŏr, le « poursuivant ») est un type de gladiateur qui est classiquement opposé au rétiaire d'où son autre appellation d'« anti-rétiaire ». Il avait comme arme un bouclier rectangulaire et un glaive court.

## Historique

### Origine
Le mirmillon, premier opposant du rétiaire, avait un grand cimier sur son casque qui accrochait trop facilement le filet du rétiaire. Ce handicap jouait en faveur de celui-ci. Pour équilibrer les chances, une nouvelle classe de gladiateur apparaît vers le milieu du Ier siècle de notre ère pour s'opposer au rétiaire : le secutor.

### Secutors célèbres

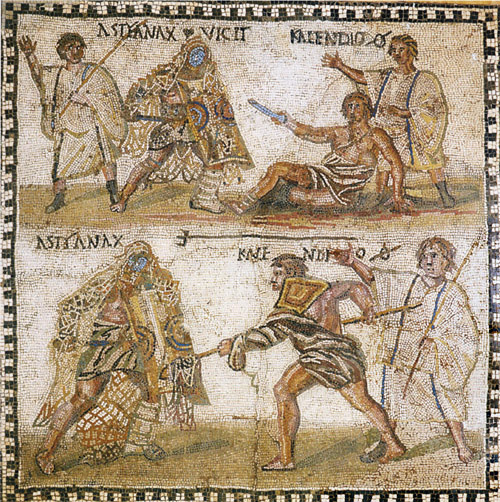
Mosaïque représentant le combat d'Astyanax contre Kalendio.

Le gladiateur Astyanax était un secutor. Il existe une mosaïque datant du IVe siècle qui l'illustre, le montrant entre autres scènes, combattant en entraînement contre un rétiaire du nom de Kalendio.
Sur le site de Marcianopolis en Mésie, ont été retrouvées deux stèles funéraires de gladiateurs aux épitaphes rédigées en grec, celle du secutor Markanius, qui a combattu deux fois, et celle d'un autre secutor, Smaragdos, mort à sa vingtième rencontre.
Durant le règne d'Hadrien, le secutor Flamma a pris part à une trentaine de combat et en a remporté plus de vingt, une longévité supérieure à celle de la majorité des gladiateurs.
À noter que l'empereur Commode combattit en tant que secutor, sous le pseudonyme d'Amazonius.

## Équipement
Le secutor possède le même équipement que le mirmillon qui comprend un glaive court, une manica protégeant le bras droit, une ocrea protégeant la jambe gauche (avant) et un bouclier de grande taille proche du scutum des légionnaires. 
La différence entre le mirmillon et le secutor se situe principalement au niveau du casque. Celui-ci possède un cimier très fin et profilé en forme de demi-lune, cette crête mince et arrondie permettant de faire glisser le filet du rétiaire. Le casque possède également de larges bords permettant d'empêcher le trident d'atteindre la gorge du secutor, et une ouverture très réduite au niveau des yeux, pour la même raison. Cette évolution de l’équipement du secutor permet d'adopter une technique plus offensive, où c’est le rétiaire faiblement protégé qui fuyait devant les coups. Cependant l’équilibre des forces est respecté car le casque intégral est étouffant et le poids de son équipement ne permettait pas au secutor de courir longtemps. La manica parait souvent métallique dans les illustrations de la fin de l'empire comme sur la mosaïque des gladiateurs de la villa Borghese, donc plus résistante mais plus lourde.

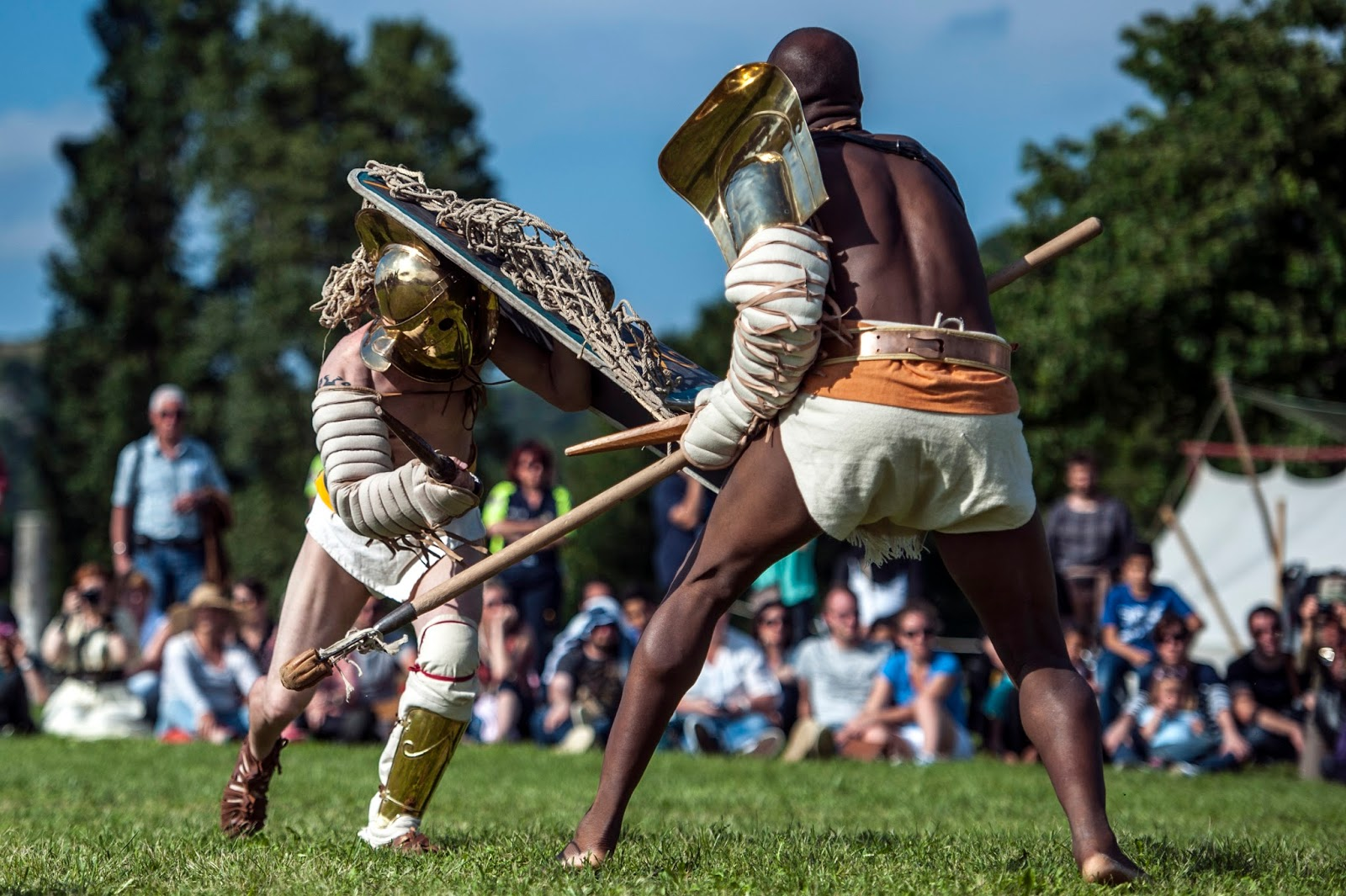
Reconstitution d'un duel secutor contre rétiaire.